# Ściborowice
Ściborowice (deutsch Stiebendorf) ist eine Ortschaft in Oberschlesien. Sie liegt in der Gemeinde Krapkowice (Krappitz) im Powiat Krapkowicki (Landkreis Krappitz) in der Woiwodschaft Opole (Oppeln).

## Geographie

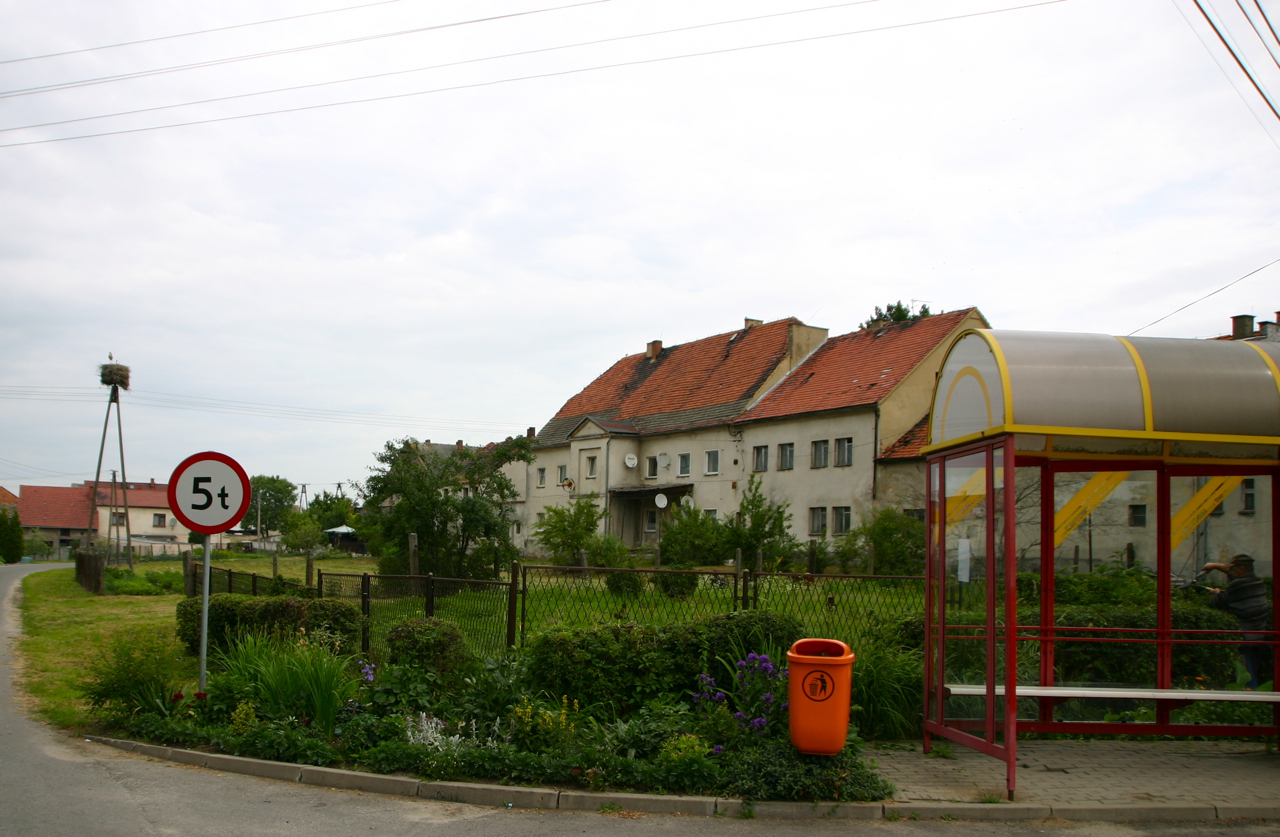
Dorfansicht

### Geographische Lage
Das Straßendorf Ściborowice liegt etwa sieben Kilometer südwestlich des Gemeindesitzes und Kreisstadt Krapkowice und 30 km südlich der Woiwodschaftshauptstadt Opole (Oppeln). Der Ort liegt in der Nizina Śląska (Schlesischen Tiefebene) innerhalb der Kotlina Raciborska (Ratiborer Becken). Durch Ściborowice verläuft die Wojewodschaftsstraße Droga wojewódzka 416.

### Ortsteile
Zum Ort gehören die Weiler Jarczowice (Jarschowitz) und Wesoła (Wessola).

### Nachbarorte
Nachbarorte von Ściborowice sind im Nordwesten Komornik (poln. Komorniki), im Nordosten Borek (Waldwinkel), im Osten Broschütz (poln. Brożec) und im Südwesten  Kórnica (Körnitz).

## Geschichte

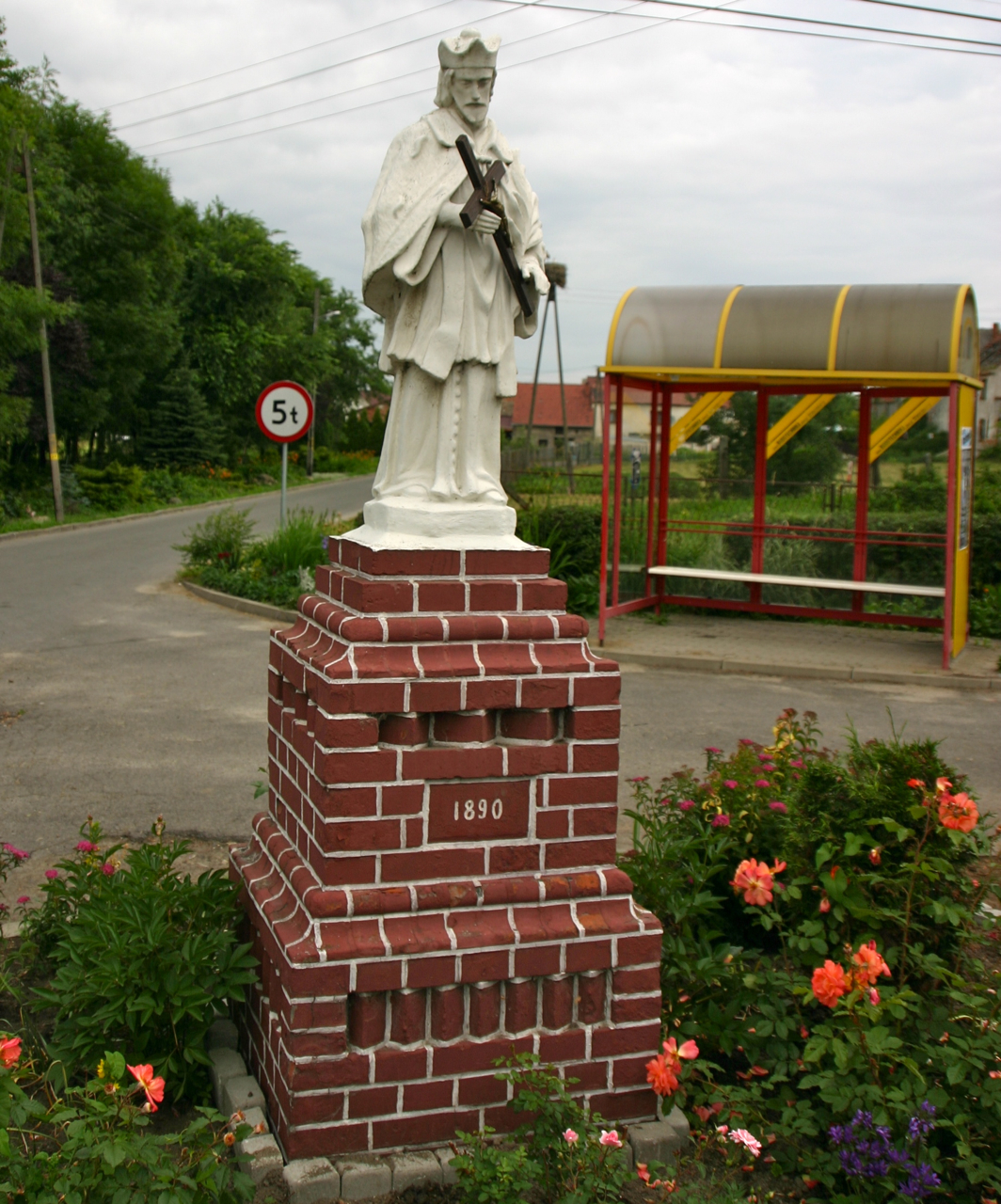
Nepomukskulptur

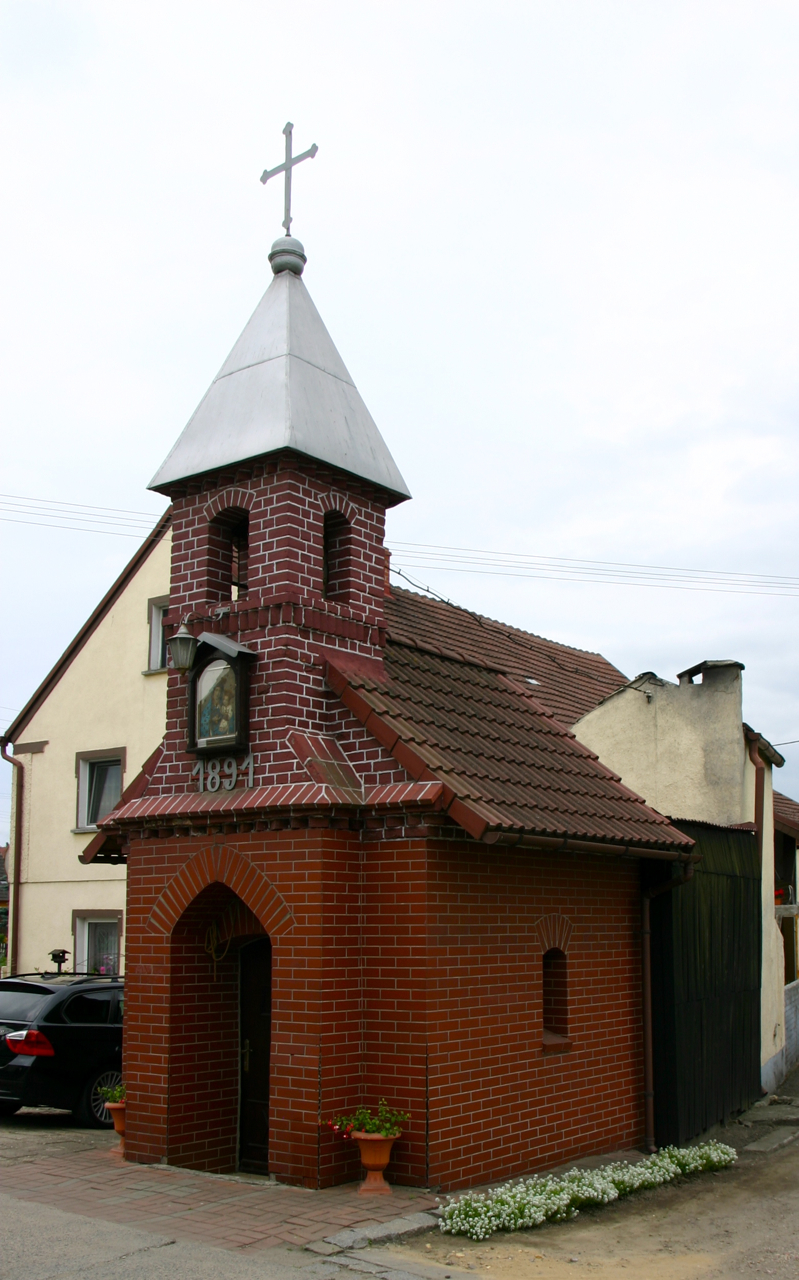
Wegkapelle

Der Ort entstand spätestens im 13. Jahrhundert und wurde 1295–1305 im Liber fundationis episcopatus Vratislaviensis (Zehntregister des Bistums Breslau) erstmals urkundlich als „Stiborowitz“ erwähnt. Der Ortsname soll sich von einem Personennamen ableiten.
Der Ort wurde 1784 im Buch Beyträge zur Beschreibung von Schlesien als Stiborowi(t)z und Stiebendorf erwähnt, gehörte einem Grafen von Oppersdorff und lag im Kreis Neustadt des Fürstentums Oppeln. Damals hatte er ein Vorwerk, acht Bauern, 14 Gärtner und einige Häusler. 1865 bestand Stiebendorf aus einem Rittergut und einer Gemeinde. Das Dorf hatte zu diesem Zeitpunkt acht Bauernstellen, elf Gärtnerstellen und 21 Häuslerstellen, sowie eine katholische Schule. Die Einwohner waren nach Komornik eingepfarrt. Zudem gehörte die Kolonie Borek zum Ort.
Bei der Volksabstimmung in Oberschlesien am 20. März 1921 stimmten im Ort 343 Wahlberechtigte für einen Verbleib Oberschlesiens bei Deutschland und elf für eine Zugehörigkeit zu Polen. Stiebendorf verblieb nach der Teilung Oberschlesiens beim Deutschen Reich. Bis 1945 befand sich der Ort im Landkreis Neustadt O.S.
1945 kam der bis dahin deutsche Ort unter polnische Verwaltung und wurde anschließend der Woiwodschaft Schlesien angeschlossen und ins polnische Ściborowice umbenannt. 1950 kam der Ort zur Woiwodschaft Oppeln. 1999 kam der Ort zum wiedergegründeten Powiat Krapkowicki.

## Bauwerke und Denkmale
- Wegkapelle mit Glockenturm und roter Ziegelfassade
- Skulptur des heiligen Johannes Nepomuk
- Diverse Wegkreuze
- Gedenkstein für das 700. Ortsjubiläum